# Chiropsoides
Chiropsoides Southcott, 1956 è un genere di cnidari della famiglia Chiropsalmidae.

## Descrizione
Il genere Chiropsoides fa parte del gruppo dell'ordine Chirodropida, le cubomeduse dai molteplici tentacoli che nascono da appendici muscolari alla base della campana, i pedalia. Originariamente il genere era stato descritto per la specie Chiropsalmus buitendijki Horst, 1907. Tuttavia, nel 1925 Thilo Krumbach inseriva questo organismo in un nuovo genere chiamato Drepanochirus, chiamato così per via della disposizione dei tentacoli e dei pedalia a ramificazione unilaterale, che differisce quindi da Chiropsalmus che ha pedalia a ramificazione bilaterale. Tuttavia, il nome non era disponibile perché già in uso per un gruppo di coleotteri. Nel 1956, Southcott lo rinominò Chiropsoides e la forma dei sacchetti gastrici, i canali e la ramificazione dei pedalia supportavano la separazione di questo genere. 
Le meduse Chiropsoides hanno quindi dei tentacoli che nascono da diramazioni unilaterali dei pedalia situati ad ogni angolo della campana cubica. 
I ropali sono situati in nicchie dette ostium, le quali sono a forma di cupola per C. quadrigatus e ovale per C. buitendijki. I sacchetti gastrici sono a forma di cresta di gallo per C. quadrigatus e a forma di lunghe dita per C. buitendijki.

## Specie
- C. buitendijki van der Horst, 1907
- C. quadrigatus Haeckel, 1880 (nomen dubium)

La specie C. quadrigatus, nota in passato come Chiropsalmus quadrigatus Haeckel, 1880, è stata riclassificata nel genere Chiropsoides nel 2006 in quanto la disposizione dei pedalia è simile a quella nella C. buitendijki.